# Chaetocnema yunnanica
Chaetocnema yunnanica (лат.) — вид жуков-листоедов рода Chaetocnema трибы земляные блошки из подсемейства козявок (Galerucinae, Chrysomelidae). 

## Распространение
Встречаются в Юго-восточной Азии (Китай, Yunnan).

## Описание
Длина 2,00—2,40 мм, ширина 1,10—1,30 мм. От близких видов (Chaetocnema puncticollis) отличается комбинацией следующих признаков: формой эдеагуса и переднеспинки (соотношение ширины к длине 1,80—1,82). Переднеспинка и надкрылья голубовато-коричневые, блестящие. Фронтолатеральная борозда присутствует. Антенномеры усиков коричневые (А1-11), ноги коричневые. Голова гипогнатная (ротовые органы направлены вниз). Надкрылья покрыты несколькими рядами (6—8) многочисленных мелких точек — пунктур. Бока надкрылий выпуклые. Второй и третий вентриты слиты. Средние и задние голени с выемкой на наружной стороне перед вершиной. Переднеспинка без базальной бороздки. Вид был впервые описан в 1951 году австрийским энтомологом Францем Хейкертингером (1876—1953) по материалам из Китая, а его валидный статус был подтверждён в ходе ревизии, проведённой в 2019 году в ходе ревизии ориентальной фауны рода Chaetocnema, которую провели энтомологи Александр Константинов (Systematic Entomology Laboratory, USDA, c/o Smithsonian Institution, National Museum of Natural History, Вашингтон, США) и его коллеги из Китая (Ruan Y., Yang X., Zhang M.) и Индии (Prathapan K. D.). Кормовое растение Rubus.